# Torremejía
Torremejía je španělská obec situovaná v provincii Badajoz (autonomní společenství Extremadura).

## Poloha
Obec je vzdálena 12 km od města Almendralejo, 17 km od Méridy a 70 km od města Badajoz. Patří do okresu Tierra de Barros a soudního okresu Mérida. Obcí prochází dálnice A-66 a poutní cesta do Santiaga de Compostely a římská cesta Vía de la Plata jdoucí ze Sevilly do Gijónu.

## Historie
V roce 1834 se obec stává součástí soudního okresu Mérida. V roce 1842 čítala obec 24 usedlostí a 120 obyvatel.

## Demografie
| Populace obce Torremejía z let (1842–2010) | Populace obce Torremejía z let (1842–2010) | Populace obce Torremejía z let (1842–2010) | Populace obce Torremejía z let (1842–2010) | Populace obce Torremejía z let (1842–2010) | Populace obce Torremejía z let (1842–2010) | Populace obce Torremejía z let (1842–2010) | Populace obce Torremejía z let (1842–2010) | Populace obce Torremejía z let (1842–2010) | Populace obce Torremejía z let (1842–2010) | Populace obce Torremejía z let (1842–2010) | Populace obce Torremejía z let (1842–2010) | Populace obce Torremejía z let (1842–2010) | Populace obce Torremejía z let (1842–2010) | Populace obce Torremejía z let (1842–2010) | Populace obce Torremejía z let (1842–2010) | Populace obce Torremejía z let (1842–2010) | Populace obce Torremejía z let (1842–2010) |
| ------------------------------------------ | ------------------------------------------ | ------------------------------------------ | ------------------------------------------ | ------------------------------------------ | ------------------------------------------ | ------------------------------------------ | ------------------------------------------ | ------------------------------------------ | ------------------------------------------ | ------------------------------------------ | ------------------------------------------ | ------------------------------------------ | ------------------------------------------ | ------------------------------------------ | ------------------------------------------ | ------------------------------------------ | ------------------------------------------ |
| 1842                                       | 1857                                       | 1860                                       | 1877                                       | 1887                                       | 1897                                       | 1900                                       | 1910                                       | 1920                                       | 1930                                       | 1940                                       | 1950                                       | 1960                                       | 1970                                       | 1981                                       | 1991                                       | 2001                                       | 2010                                       |
| 120                                        | 205                                        | 200                                        | 361                                        | 499                                        | 516                                        | 567                                        | 602                                        | 852                                        | 1 272                                      | 1 757                                      | 1 995                                      | 1 832                                      | 1 831                                      | 1 760                                      | 1 889                                      | 2 085                                      | 2 217                                      |